# Michihiro Kandori
Michihiro Kandori (japanisch 神取 道宏 Kandori Michihiro; * 1959) ist ein japanischer Wirtschaftswissenschaftler und Hochschullehrer.

## Werdegang, Forschung und Lehre
Kandori studierte an der Universität Tokio, an der er im April 1982 als Bachelor of Arts in Wirtschaftswissenschaft graduierte. Anschließend ging er zum Ph.D.-Studium an die Stanford University, das er im September 1989 abschloss. Zunächst war er Assistant Professor an der University of Pennsylvania und der Princeton University, ehe er 1992 als Associate Professor an die Universität Tokio zurückkehrte. Dort wurde er 1999 zum ordentlichen professor berufen.
Im Mittelpunkt der akademischen Forschungs- und Lehrtätigkeiten Kandoris stehen insbesondere spieltheoretische Fragestellungen zu sozialen Normen und Verhaltensökonomik. Daneben steht die Mikroökonomie im Fokus, hier hat er verschiedene Grundlagenbücher in japanischer Sprache veröffentlicht.
Kandori ist seit 1999 Fellow der Econometric Society und seit 2017 Fellow der Game Theory Society, dort übernahm er 2023 als Nachfolger von Matthew O. Jackson die Präsidentschaft. 
2002 erhielt Kandori den Nakahara Prize, 2020 wurde er für seine Arbeit mit dem R.-K.-Cho-Wirtschaftspreis ausgezeichnet.